# Лобачевский, Владимир Владимирович
Владимир Владимирович Лобачевский (1869—1922) — русский военный деятель, генерал-майор (1915). Герой Первой мировой войны.

## Биография
В службе с 1887 году после окончания Тифлисского реального училища.  В 1892 году после окончания в Алексеевского военного училища произведён в подпоручики и определён в 1-й Кавказский стрелковый батальон. В 1892 году произведён в поручики.
С 1898 года после окончания Николаевской академии Генерального штаба по I разряду произведён в штабс-капитаны и назначен ротным командиром  1-го Кавказского стрелкового батальона. В 1900 году произведён в капитаны. С 1902 года  старший адъютант штаба 4-й пехотной дивизии. С 1904 года произведён в подполковники с назначением штаб-офицером для поручений при штабе Войска Донского.
С 1907 года начальник штаба Закаспийской казачьей бригады. В 1908 году произведён в полковники. С 1909 года командовал батальоном 81-го Апшеронского пехотного полка.
С 1913 года начальник штаба 1-й Кавказской стрелковой бригады. С 1914 года командир 2-го Кавказского стрелкового полка, участник Первой мировой войны. 29 мая 1915 года «за храбрость» был награждён орденом Святого Георгия 4-й степени. 
В 1915 году произведён в генерал-майоры и назначен начальником штаба 20-й пехотной дивизии. С 1916 года начальник штаба 6-го Кавказского армейского корпуса. С 1917 года командир 5-й Туркестанской стрелковой дивизии. С 10 июля 1917 года состоял в резерве чинов при штабе Кавказского военного округа.
После октября 1917 года  участник Гражданской войны в составе ВСЮР.

## Награды
- Орден Святого Станислава 3-й степени (1904)
- Орден Святой Анны 3-й степени (1908)
- Орден Святой Анны 2-й степени (1913; Мечи к ордену — ВП 25.04.1916)
- Орден Святого Владимира 4-й степени с мечами и бантом (ВП 23.03.1915)
- Орден Святого Георгия 4-й степени (ВП 29.05.1915)
- Орден Святого Владимира 3-й степени с мечами (ВП 09.06.1915)
- Высочайшее благоволение 4-й степени (ВП 13.11.1915)